# Ice Warrior
Os Ice Warriors (Guerreiros do Gelo no Brasil e em Portugal) são uma raça extraterrestre fictícia de humanoides reptilianos na série de ficção científica britânica Doctor Who. Eles foram originalmente criados por Brian Hayles, aparecendo pela primeira vez no serial The Ice Warriors em 1967, onde encontraram o Segundo Doutor e seus acompanhantes Jamie e Victoria.

## História
Na história da série, os Ice Warriors se originaram em Marte, que dentro da narrativa do programa é um mundo morto. Em suas primeiras aparições, eles são descritos como tentando conquistar a Terra e escapar do seu planeta, dando a Terra uma nova Idade do Gelo. Um grupo congelado é descoberto por uma equipe científica da Terra que os chama "Ice Warriors" em sua primeira aparição. Apesar de não ser o nome da espécie, um Lorde do Gelo mais tarde se refere a seus soldados como Ice Warriors no serial de 1974 The Monster of Peladon.
Embora originalmente apareçam como vilões, as histórias subsequentes descreveram os Ice Warriors menos violentos e até mesmo se aliarem com o Doutor.  Eles também foram apresentados em flashbacks e cameos, além de aparecer frequentemente em mídias spin-off, como romances e lançamentos em áudio.
Os Ice Warriors fizeram sua primeira aparição na série moderna no episódio "Cold War" da sétima temporada em 2013, retornando posteriormente em "Empress of Mars" na décima temporada em 2017.

### Seriais cancelados
Foram planejadas seriais em 1986 e 1990 que deveriam ter apresentado os Ice Warriors: Mission to Magnus com o Sexto Doutor e o vilão Sil, e Ice Time com o Sétimo Doutor. Em ambos os casos, a série foi colocada em um hiato e os seriais foram descartados; no entanto, Mission to Magnus foi publicado pela Target e adaptada para áudio pela Big Finish, enquanto e Ice Time foi revisado e lançado como o áudio Thin Ice.

## Aparições
Televisão
- The Ice Warriors (1967)
- The Seeds of Death (1969)
- The Curse of Peladon (1972)
- The Monster of Peladon (1974)
- "Cold War" (2013)
- "Empress of Mars" (2017)

Cameos
- The War Games (1969)
- The Mind of Evil (1971)
- "Face the Raven" (2015)

Romances
Target Books

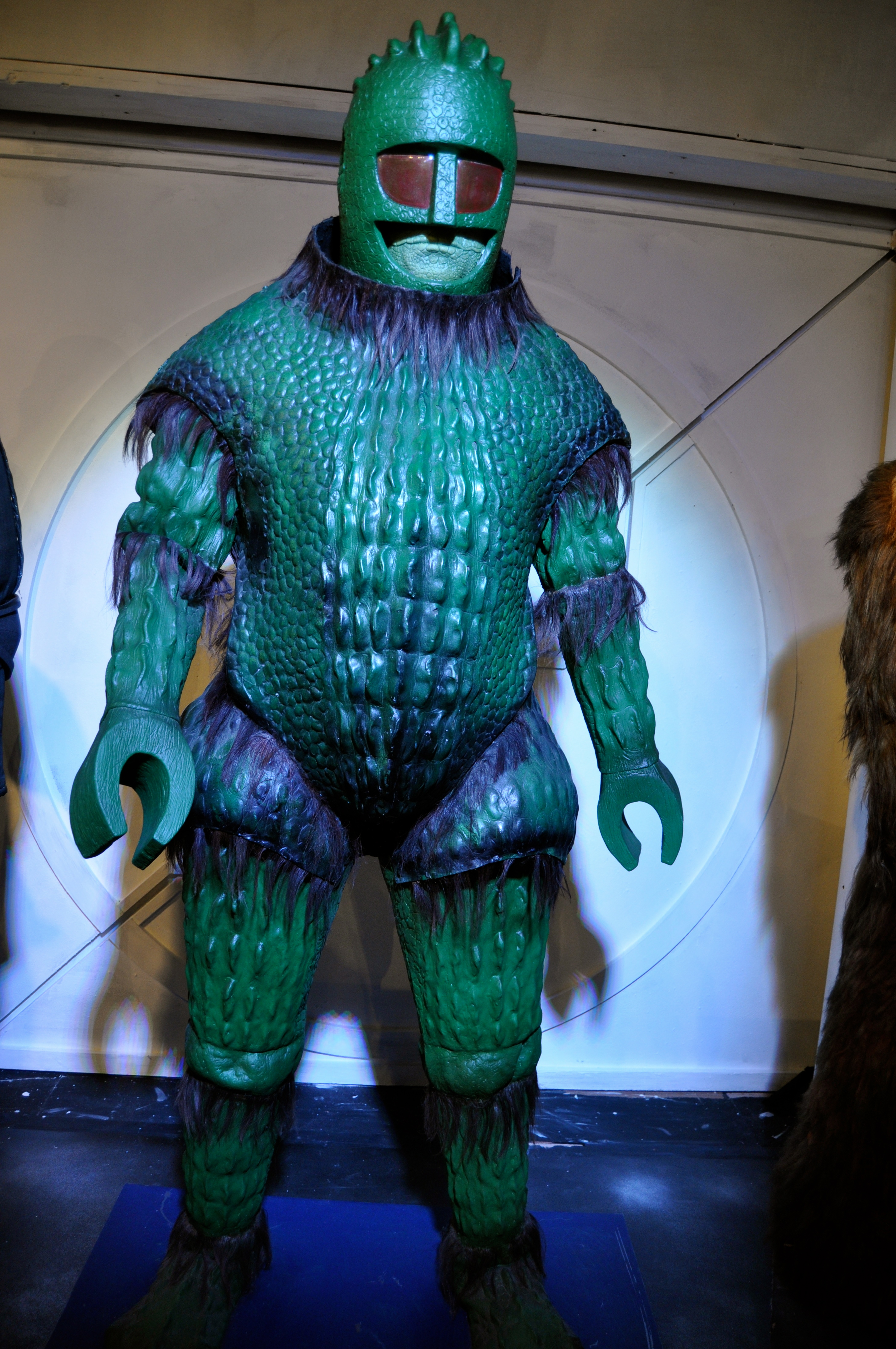
Ice Warrior como visto na série clássica.

- Mission to Magnus - Target romantização do serial de mesmo nome escrito por Philip Martin — 1990

Virgin New Adventures
- Legacy  de Gary Russell — 1994
- GodEngine de Craig Hinton — 1996
- Happy Endings de Paul Cornell - 1996
- The Dying Days  de Lance Parkin — 1997

Virgin Missing Adventures
- The Empire of Glass de Andy Lane - 1995

Virgin New Adventures (Bernice Summerfield)
- Beige Planet Mars de Lance Parkin and Mark Clapham - 1998

New Series Adventures
- The Silent Stars Go By de Dan Abnett - 2011

Outros
- Cold de Mark Gatiss — 2008

Áudios
- Red Dawn — 2000
- Bang-Bang-a-Boom! (cameo) — 2002
- Professor Bernice Summerfield: The Dance of the Dead — 2002
- Frozen Time — 2007
- The Bride of Peladon — 2008
- The Judgement of Isskar — 2009
- The Prisoner of Peladon — 2009
- Mission to Magnus — 2009, audio adaptation of the unmade serial
- Deimos / The Resurrection of Mars — 2010
- Thin Ice — 2011, adaptação do serial cancelado Ice Time
- Lords of the Red Planet — 2013